# Hello, Dolly! (альбом Елли Фіцджеральд)
Hello, Dolly! — студійний альбом американської джазової співачки Елли Фіцджеральд, випущений у 1964 році лейблом Verve Records. Записаний 3–4 березня 1964 року в Нью-Йорку і 7 квітня 1964 року в Лондоні.
У 1964 році альбом посів 146-е місце у чарті Billboard 200 журналу «Billboard». Пісня «Can't Buy Me Love» посіла 34-е місце в британському чарті UK Singles Chart.

## Опис
Альбом став 31 студійним альбомом для Елли Фіцджеральд. Назвою для альбому послужила заглавна пісня з мюзиклу «Гелло, Доллі!».
У 1964 році альбом посів 146-е місце у чарті Billboard 200 журналу «Billboard». Одним з найбільш відомих треків стала кавер-версія Фіцджеральд на пісню The Beatles «Can't Buy Me Love», сингл посів 34-е місце в британському чарті UK Singles Chart.
В 1990 році Verve перевидали запис у форматі CD під студійним номером Verve B0004675-02.

## Список композицій
1. «Hello, Dolly!» — 2:55
2. «People» (Боб Мерілл, Жуль Стайн) — 3:48
3. «Can't Buy Me Love» (Джон Леннон, Пол Мак-Картні) — 2:39
4. «The Sweetest Sounds» (Річардс Роджерс) — 2:08
5. «Miss Otis Regrets» (Коул Портер) — 3:56
6. «My Man» (Жак Чарлз, Чаннінг Поллок, Альберт Віллемец, Морис Івейн) — 4:01
7. «How High the Moon» (Ненсі Гамільтон, Морган Льюїс) — 3:10
8. «Volare» (Франко Мільяччі, Доменіко Модуньйо, Мітчелл Періш) — 2:42
9. «The Thrill Is Gone» (Лью Браун, Рей Гендерсон) — 3:23
10. «Memories of You» (Енді Разаф) — 2:49
11. «Lullaby of the Leaves» (Ерніс Піткі, Джо Янг) — 2:56
12. «Pete Kelly's Blues» (Семмі Кан, Рей Гайндорф) — 3:56

## Учасники запису
Записан 3–4 березня 1964 року в Нью-Йорку:
Треки 1–4:
- Елла Фіцджеральд — вокал
- Джонні Спенс — диригування
- Генрі Рене — аранжування

Запис 7 квітня 1964 року в Лондоні:
Треки 5–12:
- Елла Фіцджеральд — вокал
- Френк Деволь — аранжування, диригування
- Зут Сімс — саксофон
- Генк Джонс — фортепіано

## Хіт-паради
Альбоми
| Рік  | Чарт          | Позиція |
| ---- | ------------- | ------- |
| 1964 | Billboard 200 | 146     |

Сингли
| Рік  | Сингл               | Чарт             | Позиція |
| ---- | ------------------- | ---------------- | ------- |
| 1964 | «Can't Buy Me Love» | UK Singles Chart | 34      |

## Видання
| Країна          | Дата | Лейбл | Формат | Каталог     |
| --------------- | ---- | ----- | ------ | ----------- |
| США             | 1964 | Verve | LP     | V6-4064     |
| Велика Британія | 1964 | Verve | LP     | V-4064      |
| США             | 1990 | Verve | CD     | B0004675-02 |